# PAGE ONE -13 PIECES OF ALFEE
『PAGE ONE -13 PIECES OF ALFEE』（ページ・ワン サーティーン・ピーシーズ・オブ・アルフィー）は、1983年12月5日に発売されたALFEE3枚目のベスト・アルバム。

## 概要
「メリーアン」のヒットで一般にも知名度が高まった時期に出されたベストアルバム。
過去楽曲を集めたベストだが、多くの楽曲が完全に新録。一部パート録り直し・アレンジの変更・未発表のInstrumentalに加えて、同年8月の日本武道館ライブ音源も収録するなど、単なる寄せ集めベストアルバムとは違う、手が込んだアルバムに仕上げている。

## 収録曲
1. REFRAIN （Instrumental）
作曲：高見沢俊彦/編曲：ALFEE
未発表のインストナンバー
2. 恋人になりたい
作詞・作曲：高見沢俊彦/編曲：ALFEE
新録
3. ロンリー・ガールを抱きしめて
作詞・作曲：高見沢俊彦/編曲：ALFEE
新録
4. 雨
作詞・作曲：高見沢俊彦/編曲：ALFEE with 矢野立美
SEのアレンジが異なる
5. See You Again
作詞・作曲：高見沢俊彦/編曲：ALFEE
イントロのアコースティック・ギターパートが無く、エレキギターとメインボーカルが録り直されている。
6. 祈り
作詞・作曲：高見沢俊彦/編曲：ALFEE
新録
7. ラジカル・ティーンエイジャー
作詞・作曲：高見沢俊彦/編曲：ALFEE with 井上鑑
8. ジェネレーション・ダイナマイト
作詞・作曲：高見沢俊彦/編曲：ALFEE
1983年8月24日・日本武道館ライブ・ヴァージョン
9. ロンサム・シティ
作詞・作曲：高見沢俊彦/編曲：ALFEE
新録
10. 無言劇
作詞・作曲：高見沢俊彦/編曲：ALFEE
新録
11. メリーアン
作詞：高見沢俊彦・高橋研/作曲：高見沢俊彦/編曲：ALFEE
シングル・ヴァージョン
12. 誓いの明日
作詞・作曲：高見沢俊彦/編曲：ALFEE
13. 夢よ急げ
作詞・作曲：高見沢俊彦/編曲：ALFEE
1983年8月24日・日本武道館ライブ・ヴァージョン